# Ametralladora Vickers
La Vickers es una ametralladora de calibre 7,70 mm enfriada por agua y producida por la compañía Vickers, fabricada originalmente para el Ejército Británico a comienzos del siglo XX. Estuvo en servicio desde antes de la Primera Guerra Mundial hasta la década de 1960. Se usaron algunas versiones enfriadas por aire en aviones de caza de los Aliados de la Primera Guerra Mundial.

## Historia y desarrollo
Vickers ya había producido la ametralladora Maxim original, por lo que ya contaba con una experiencia enorme en su operación y fabricación. Después de tomar el control de la compañía Maxim Nordenfelt Guns and Ammunition Company . Vickers, Sons & Maxim mejoró el diseño de estas armas esencialmente para reducir su peso. Otra gran mejora fue la utilización de un potenciador de retroceso en la boca del cañón, lo que permitía emplear los mismos gases del proyectil disparado como un impulsor del mecanismo de recuperación, es decir, más potencia del mecanismo de recarga y mayor fiabilidad.

## Características
Esta ametralladora requería de un equipo de seis a ocho soldados para operar: un tirador, un suministrador de munición y otros más para mover el arma y trasladar equipo adicional y repuestos.
El arma se ganó una buena reputación por su gran solidez y confiabilidad, y muchos de sus operadores desarrollaron una gran devoción por ella. De hecho, pasaban gran cantidad de su tiempo en trabajos de mantenimiento realizados con gran dedicación y hasta cariño por cada una de sus piezas.
Según Ian V. Hogg en su obra Weapons & War Machines, durante una acción de la Primera Guerra Mundial el 16 de agosto de 1916, la Compañía 100 del cuerpo de ametralladoras del ejército expedicionario británico disparó sus diez Vickers ininterrumpidamente en un lapso de 12 horas, disparando un millón de cartuchos entre todas ellas con un recambio de 100 cañones sin una sola falla. "Fue esta fiabilidad a prueba de tontos la que granjeó a la Vickers el cariño de todo soldado británico que alguna vez haya disparado alguna."

## Especificaciones
El peso del arma variaba según el montaje, pero oscilaba entre los 11 y 12 kg, y el del trípode entre los 18 a 23 kg. Las cajas de munición para cintas de 250 cartuchos pesaba unos 10 kg cada una. También requería un suministro de unos 4 litros de agua para accionar su sistema de enfriamiento por evaporación y evitar el sobrecalentamiento. El calor del cañón hacía hervir el agua en el interior de la camisa que lo rodeaba. El vapor resultante era conducido por un tubo flexible hacia un condensador, lo cual tenía la doble ventaja de evitar que el vapor visible delate la presencia del arma y a la vez permitía reutilizar el agua, elemento crucial en ambientes desérticos.
Durante su empleo con los británicos, la Vickers disparaba el cartucho estándar .303 British (7,70 x 56 R) que también usaba el fusil Lee-Enfield, y que debía ser cargado manualmente en la cinta de lona con refuerzos metálicos de la ametralladora. También se produjo una versión de calibre 12,7 mm utilizada como arma antiaérea, así como otros calibres para compradores extranjeros. Algunos tanques británicos en la Segunda Guerra Mundial estuvieron equipados también con una Vickers calibre 12,7 mm.
La Vickers medía 1,1 m de longitud y tenía una cadencia de tiro de 450 a 600 disparos/minuto. En la práctica, 10 000 disparos por hora con un cambio de cañón en el mismo lapso, cosa que una dotación entrenada hacía en menos de dos minutos. Tenía un alcance efectivo de 740 m, pero si se utilizaba la munición Mark 8, el alcance efectivo del arma llegaba hasta los 4100 m

## Historial

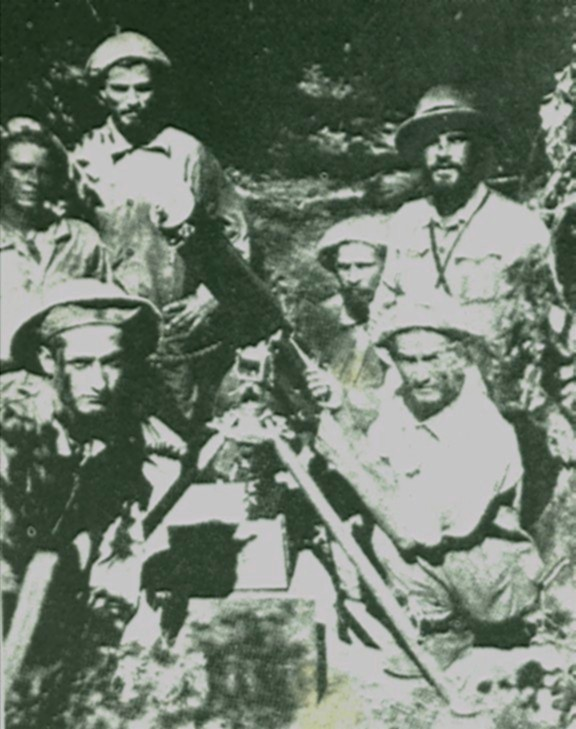
Nido de ametralladora paraguayo, con una Vickers.

El ejército británico adoptó formalmente esta ametralladora el 26 de noviembre de 1912, utilizándola en conjunto con la Maxim hasta que esta última fue retirada completamente del servicio en la Primera Guerra Mundial. Esta arma se mantuvo en servicio hasta el 30 de marzo de 1968. La última acción en donde se empleó fue en el Radfan, durante la emergencia de Adén. Su sucesora en el servicio del ejército británico es la ametralladora L7.
La Vickers también se usó en la Fuerza Aérea Británica y francesa después de 1916, incluyendo en el célebre avión Sopwith Camel. La ametralladora se montaba de forma tal que se pudiera disparar con ayuda de un sincronizador, el cual permitía disparar a través de las aspas de la hélice del avión en movimiento. También se incorporó una variante sin camisa de enfriamiento, con el fin de que pudiera ser enfriada por aire en lugar de agua. 
La Vickers fue reemplazada por otro tipo de ametralladora en los cazas de la Segunda Guerra Mundial, al cambiar la posición del arma desde el exterior del avión al interior del fuselaje. En todo caso, el avión torpedero Fairey Swordfish continuó empleándola durante toda la guerra.
También fue usada en la Guerra del Chaco (1932-1935) tanto por parte boliviana como paraguaya, siendo las armas que empleó este último país, capturadas en gran cantidad por su oponente. Ambos beligerantes protagonizaron uno de los conflictos más sangrientos de América del Sur.[cita requerida] Bolivia, gracias a una mayor estabilidad económica, realizó una gran compra a Vickers, que se vio afectado tras el Crack del 29 pero aun así no perdió su importancia, llegando a adquirirse 350 de estas armas.

## Usuarios
- Reino Unido
- Chile
- Irlanda
- Bolivia
- India
- Nepal
- Paraguay
- Uruguay

## Galería de imágenes
- Wikimedia Commons alberga una galería multimedia sobre Ametralladora Vickers.

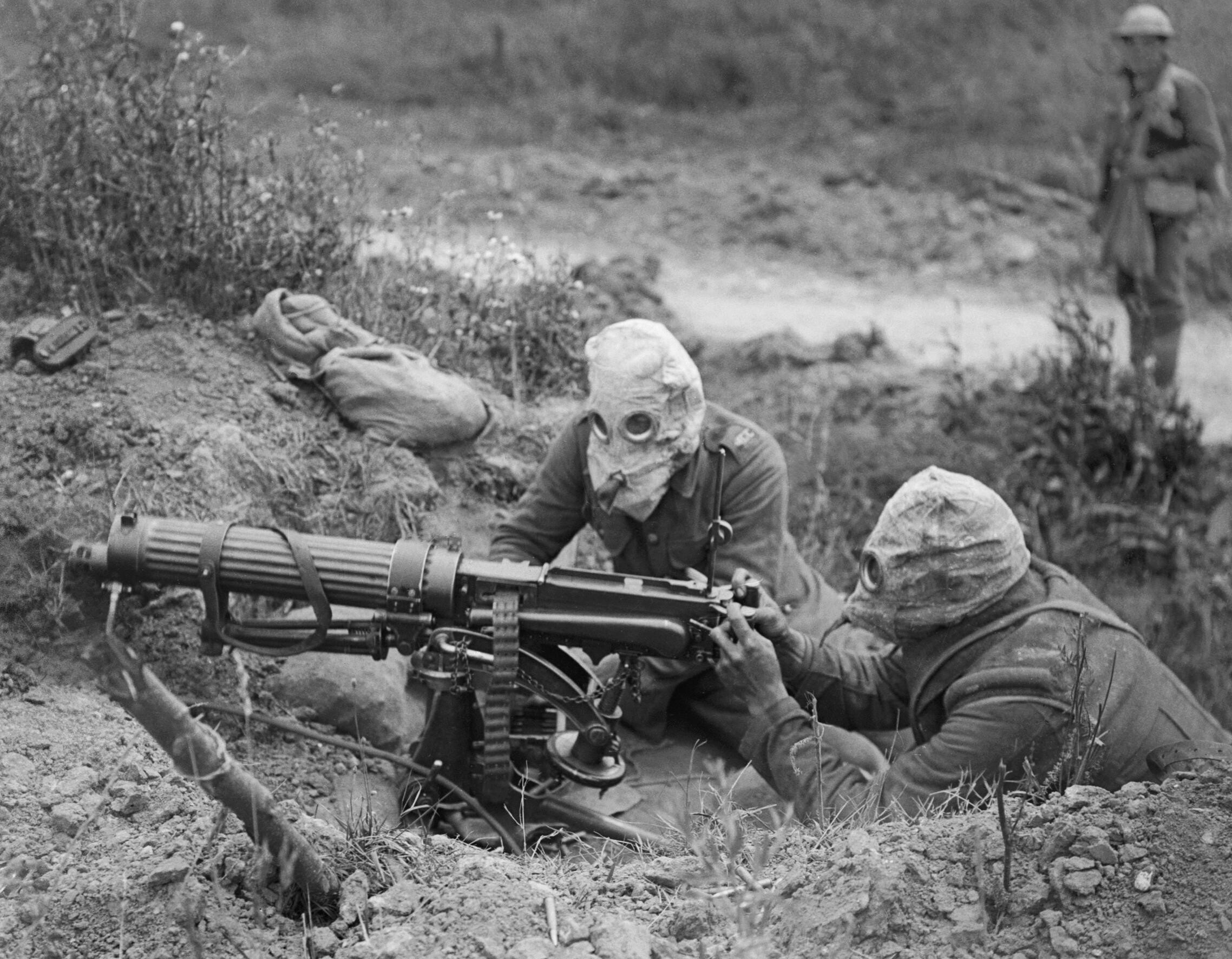
Soldados británicos con una Vickers, usando máscaras antigás en la Batalla del Somme.
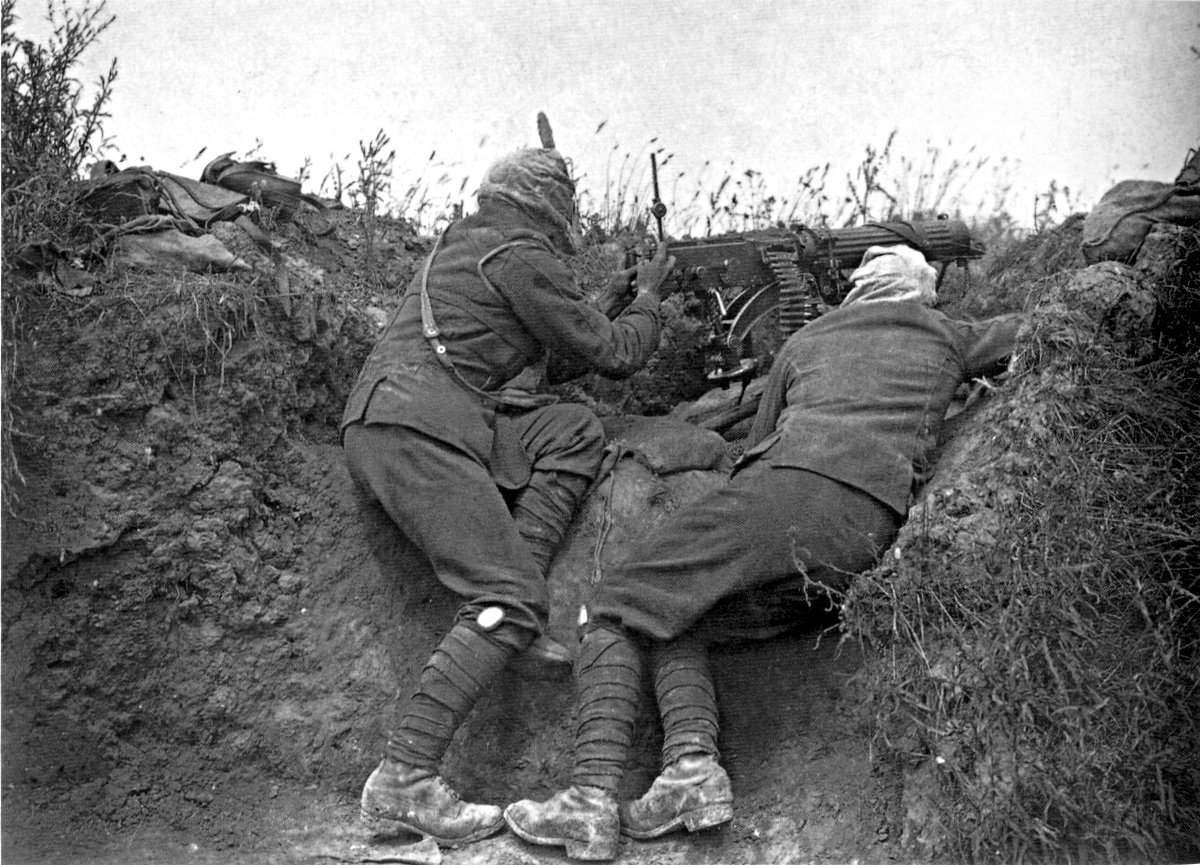
Vickers, en la Batalla del Somme.
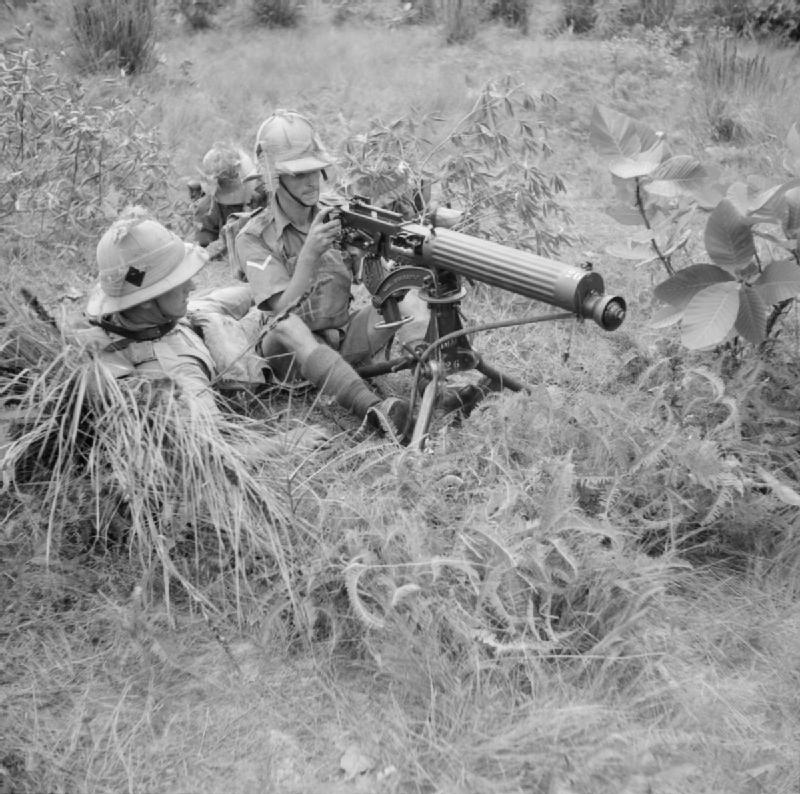
Ametralladora Vickers del 1st Manchester Regiment en Malaya, 1941.
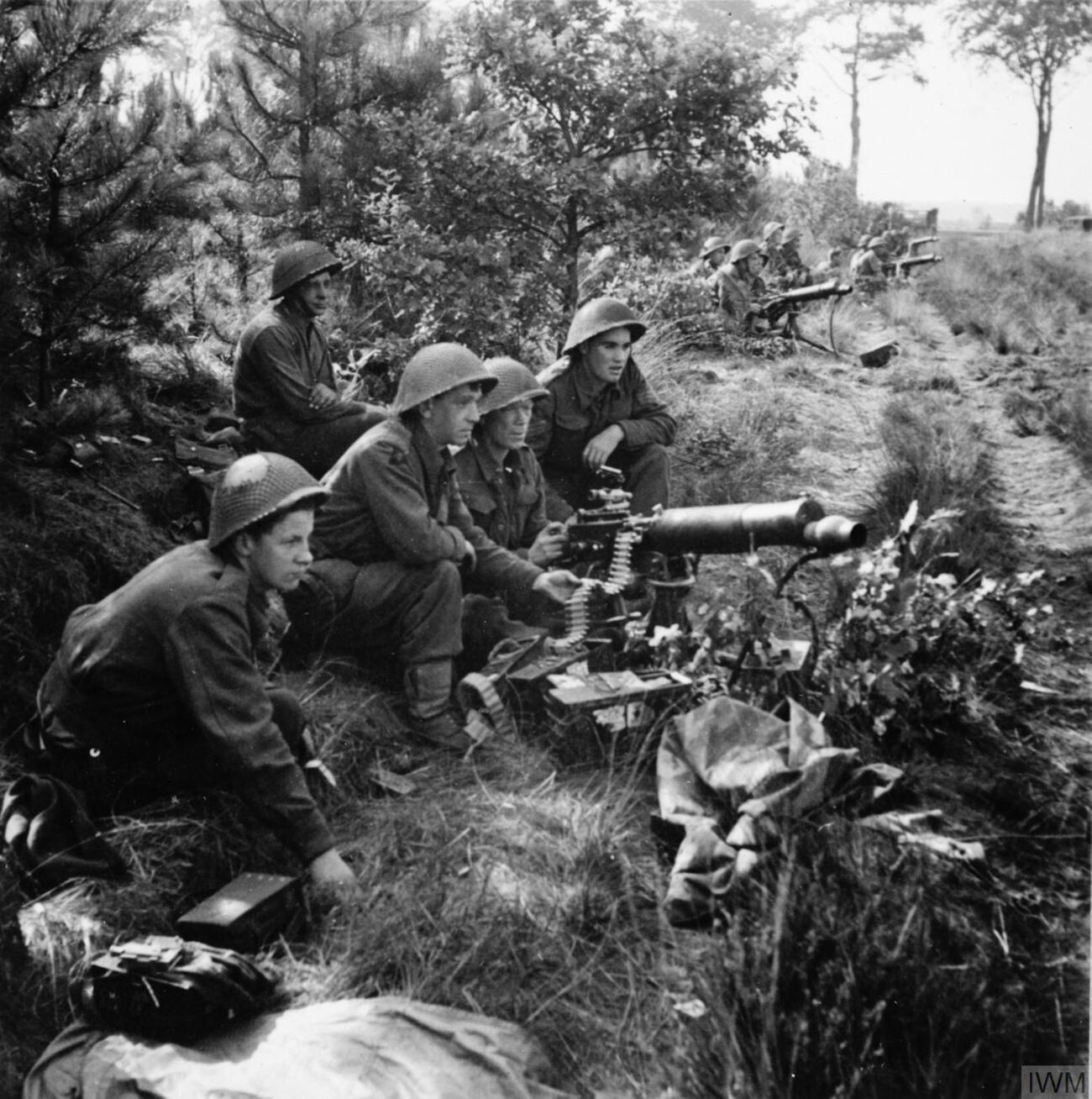
Vickers en acción en Holanda, durante la Operación Market Garden. Todos emplean los cascos Mk III Turtle.
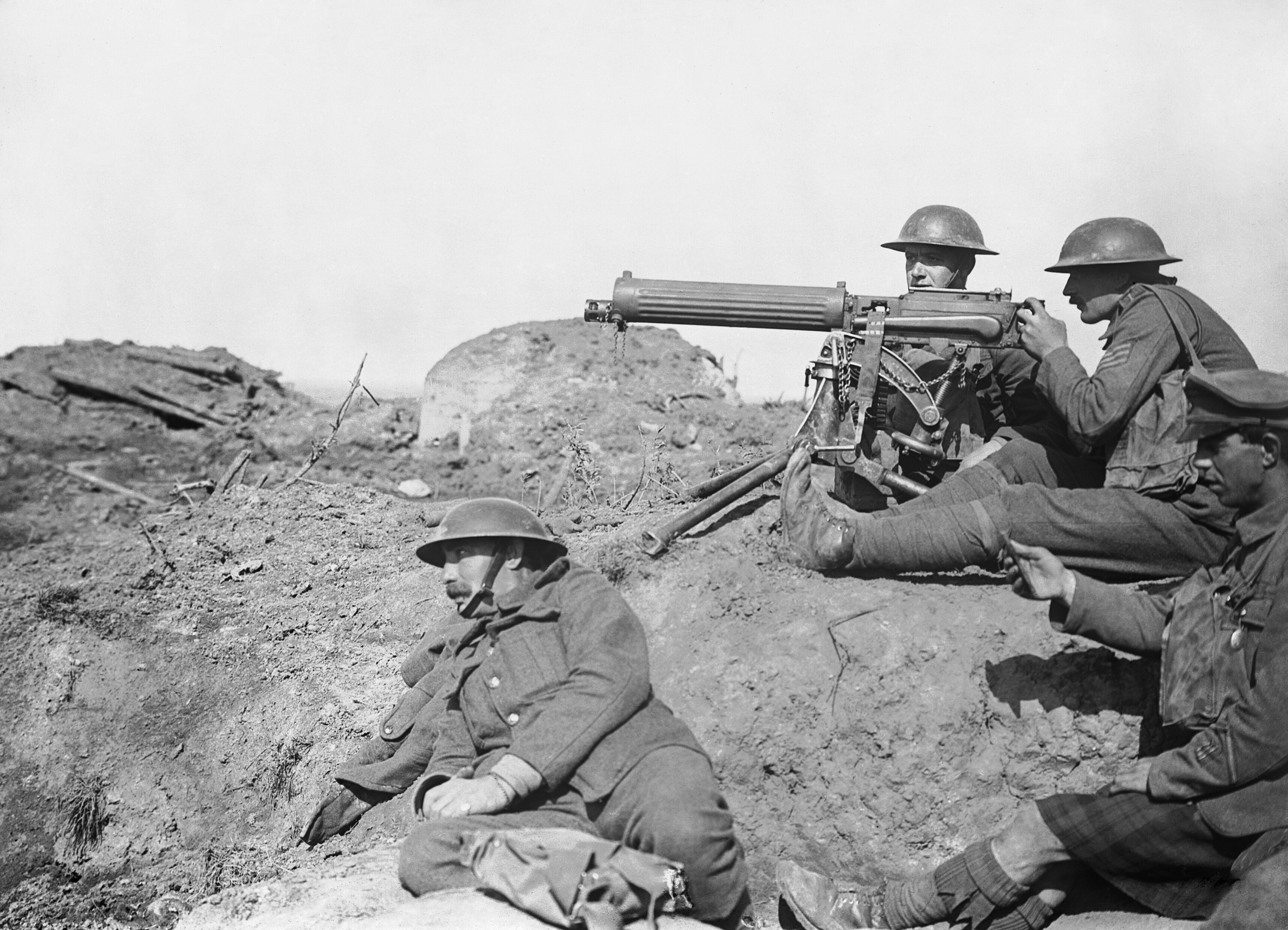
Ametralladora Vickers en acción y servidores.